# Cornelis Sprongh
Cornelis Sprongh (1642-1706), heer van Hoogmade, zoon van Tyman Sprongh en Beatrix van der Graft. De katholieke familie Spongh was zeer welvarend. Cornelis had zijn financiële positie nog eens versterkt door zijn huwelijk met de vermogende Maria Wittert van der Aa.
In 1692 kocht hij voor een aanzienlijk bedrag de heerlijkheid Hoogmade, waarna hij zich Cornelis Sprongh van Hoogmade mocht noemen. De weduwe van Gerard van Poelgeest was genoodzaakt Hoogmade te verkopen wegens insolvabiliteit. Gerard van Poelgeest had ooit een hypotheek op Hoogmade genomen bij Cornelis Sprongh voor 60 duizend gulden en voor dit bedrag werd het weer aan hem verkocht in het begin van het jaar 1692. Hij bepaalde in zijn testament dat de opbrengsten van de heerlijkheid ten goede moesten komen 'ad pias causas' (tot vrome doeleinden). Het bezit van de heerlijkheid is nog steeds erfelijk.
Hij huwde op 24 juni 1664 (ondertr. ald. 5 juni) met Johanna Maria Wittert van der Aa, geb. 21 oktober 1644, werd na het overlijden van haar vader beleend met een leen in Vlaardinger ambacht in 1671.